# Chris Kirkland
Christopher Edmund Kirkland (Barwell, Inglaterra, 2 de mayo de 1981) es un exfutbolista inglés que jugaba de guardameta.
Se retiró en agosto de 2016 después de abandonar el Bury F. C. Un año después reconoció que había tomado esa decisión después de varios años con depresión.

## Selección nacional
Fue internacional con la selección de fútbol de Inglaterra en una ocasión. Disputó un amistoso ante Grecia en agosto de 2006.

## Clubes
| Club                                | País       | Año       |
| ----------------------------------- | ---------- | --------- |
| Coventry City F. C.                 | Inglaterra | 1998-2001 |
| Liverpool F. C.                     | Inglaterra | 2001-2006 |
| West Bromwich Albion F. C. (cedido) | Inglaterra | 2005-2006 |
| Wigan Athletic F. C.                | Inglaterra | 2006-2012 |
| Leicester City F. C. (cedido)       | Inglaterra | 2010      |
| Doncaster Rovers F. C. (cedido)     | Inglaterra | 2011      |
| Sheffield Wednesday F. C.           | Inglaterra | 2012-2015 |
| Preston North End F. C.             | Inglaterra | 2015-2016 |
| Bury F. C.                          | Inglaterra | 2016      |

## Palmarés

### Campeonatos nacionales
| Título                        | Club            | País       | Año  |
| ----------------------------- | --------------- | ---------- | ---- |
| Copa de la Liga de Inglaterra | Liverpool F. C. | Inglaterra | 2003 |

### Copas internacionales
| Título                | Club            | País    | Año  |
| --------------------- | --------------- | ------- | ---- |
| UEFA Champions League | Liverpool F. C. | Turquía | 2005 |